# Forward Morges Association
Forward Morges Association est un club de hockey sur glace du canton de Vaud en Suisse. Il résulte de la fusion, en 2016, du Forward Morges Hockey Club et du Star Lausanne Hockey Club. Le club s'appel Star-Forward jusqu'en 2022, avant prendre le nom de Forward Morges Association,.

## Liens
- Hockey sur glace en Suisse
- Fédération suisse de hockey sur glace